# Мідель судна

Діаграма поперечного перерізу корпусу судна. Мідель судна показано червоним кольором.

Мі́дель судна (від англ. middle — «середній», «середина»; рос. мидель судна; англ. beam; нім. Schiffhauptspant m) — ширина судна в його максимальному поперечному перерізі. Є міделевим перерізом судна і визначає силу опору судну при його русі у воді.